# Thomas Reis
Thomas Reis (Wertheim, 4 ottobre 1973) è un allenatore di calcio ed ex calciatore tedesco, di ruolo difensore, tecnico del Samsunspor.

## Palmarès

### Giocatore
- Campionato tedesco di seconda divisione: 1

Bochum: 1995-1996

### Allenatore
- Campionato tedesco di seconda divisione: 1

Bochum: 2020-2021